# Luljeta Bozo
Luljeta Bozo, nata Konomi (Tirana, 2 ottobre 1942), è un'ingegnera e politica albanese.

## Biografia
È nata a Tirana, nel Regno d'Albania, il 2 ottobre 1942 da Vasil Konomi e Panajota Konomi; successivamente crebbe nella casa sequestrata dal regime comunista alla famiglia dell'ingegnere Mirush Përmeti, fucilato poi a Maliq nel 1946. Ha sposato Todi Bozo, regista e importante dirigente del Partito del Lavoro, nel 1963 e la coppia occupò poi nel 1976 la casa che era stata di Parashqevi Qiriazi a Tirana, entrando in conflitto per il possesso dell'immobile col figlio di Parashqevi, Aleksandër Dako; i coniugi avevano infatti ottenuto la casa comprandola dall'ex moglie di Dako ma, poiché i due erano già divorziati, il tribunale accolse il ricorso di Dako, intimando ai coniugi Bozo di lasciare l'edificio.
Formatasi tra il 1960 e il 1961 presso l'Istituto d'architettura di Mosca, si è poi laureata in ingegneria civile nel 1965 presso l'Università Statale di Tirana, conseguendo poi un dottorato di ricerca nel 1989. Dopo la laurea ha insegnato presso l'Università di Tirana (e successivamente presso l'Università Politecnica) e tra il 1965 e il 1972, e poi nuovamente tra il 1984 e il 1993, è stata consulente presso il Ministero dei lavori pubblici.
È stata eletta all'Assemblea dell'Albania come capolista del Partito Socialista per la prefettura di Tirana alle elezioni parlamentari del 2021 e in quanto membro più anziano ha presieduto la prima seduta del parlamento.